# بانكو براديسكو
بانكو براديسكو أكبر بنك خاص في البرازيل، تأسس البنك في 1943 في مدينية ماريليا، ولاية ساو باولو وجائت الكلمة من بانكو برازيليرو دي ديسكونتوس.

## تاريخ زمني
10 مارس 1943: تأسيس بانكو براديسكو شركة مساهمة عامة (Banco Brasileiro de Descontos S.A) بواسطة أمادور أغيار في ماريليا بولاية ساو باولو. واستهدف في البداية أصحاب الأعمال الصغيرة وموظفي الحكومة.
1946: نقل المقر الرئيسي إلى مدينة ساو باولو.
1951: البنك ينمو ليصبح أكبر بنك خاص في البرازيل.
1968: إصدار أول بطاقة ائتمان في البرازيل.
2015: استحواذ على بنك إتش إس بي سي (البرازيل) مقابل 5.2 مليار دولار.